# Craspedolepta
Craspedolepta är ett släkte av insekter som beskrevs av Günther Enderlein 1921. Craspedolepta ingår i familjen rundbladloppor.

## Dottertaxa tillCraspedolepta, i alfabetisk ordning[1][2]
- Craspedolepta aberrantis
- Craspedolepta alaskensis
- Craspedolepta alevtinae
- Craspedolepta americana
- Craspedolepta angusta
- Craspedolepta angustipennis
- Craspedolepta anomola
- Craspedolepta araneosa
- Craspedolepta artemisiae
- Craspedolepta brevicauda
- Craspedolepta bulgarica
- Craspedolepta campestrella
- Craspedolepta campestris
- Craspedolepta canadensis
- Craspedolepta capitata
- Craspedolepta carinthica
- Craspedolepta caudata
- Craspedolepta conspersa
- Craspedolepta constricta
- Craspedolepta costulata
- Craspedolepta crinita
- Craspedolepta crispati
- Craspedolepta delongi
- Craspedolepta discifera
- Craspedolepta dracunculi
- Craspedolepta eas
- Craspedolepta espinosa
- Craspedolepta flavida
- Craspedolepta flavipennis
- Craspedolepta formosa
- Craspedolepta fumida
- Craspedolepta furcata
- Craspedolepta gloriosa
- Craspedolepta gutierreziae
- Craspedolepta inarticulata
- Craspedolepta innoxia
- Craspedolepta intermedia
- Craspedolepta intricata
- Craspedolepta kerzhneri
- Craspedolepta laevigata
- Craspedolepta lapsus
- Craspedolepta latior
- Craspedolepta lineolata
- Craspedolepta linosiridis
- Craspedolepta longisaeta
- Craspedolepta macula
- Craspedolepta maculidracunculi
- Craspedolepta maculimagna
- Craspedolepta maculipilosa
- Craspedolepta magna
- Craspedolepta magnicauda
- Craspedolepta malachitica
- Craspedolepta martini
- Craspedolepta medvedevi
- Craspedolepta minuta
- Craspedolepta minutissima
- Craspedolepta minutistylus
- Craspedolepta mitjaevi
- Craspedolepta montana
- Craspedolepta multispina
- Craspedolepta nebulosa
- Craspedolepta nervosa
- Craspedolepta nota
- Craspedolepta numerica
- Craspedolepta nupera
- Craspedolepta omissa
- Craspedolepta oregonensis
- Craspedolepta parvula
- Craspedolepta pilosa
- Craspedolepta pinicola
- Craspedolepta pontica
- Craspedolepta pulchella
- Craspedolepta punctulata
- Craspedolepta pusilla
- Craspedolepta remaudierei
- Craspedolepta russellae
- Craspedolepta santolinae
- Craspedolepta schaeferi
- Craspedolepta schwarzi
- Craspedolepta scurra
- Craspedolepta setosa
- Craspedolepta sinuata
- Craspedolepta smithsonia
- Craspedolepta sonchi
- Craspedolepta suaedae
- Craspedolepta subpunctata
- Craspedolepta terminata
- Craspedolepta topicalis
- Craspedolepta vancouverensis
- Craspedolepta veaziei
- Craspedolepta villosa
- Craspedolepta viridis
- Craspedolepta vulgaris